# Shkodran Mustafi
Shkodran Mustafi (Bad Hersfeld, 17 aprile 1992) è un ex calciatore tedesco, di ruolo difensore, vice allenatore della nazionale Under-17 tedesca. Con la nazionale tedesca è diventato campione del mondo nel 2014.

## Biografia
Di origini albanesi, Mustafi nasce a Bad Hersfeld, figlio di Kujtim Mustafi, ha un fratello minore di nome Adrian Mustafi. È musulmano praticante.

## Caratteristiche tecniche
Difensore centrale dal piede destro, è abile nello stacco aereo, che spesso lo rende pericoloso anche in fase offensiva, e nell'anticipo. Dotato di buona prestanza fisica e senso della posizione, può essere schierato anche come terzino destro di copertura.

## Carriera

### Giocatore

#### Club

##### Gli inizi, Everton
Cresciuto in Germania nelle giovanili del Bebra prima, del Rotenburg dopo ed infine in quelle dell'Amburgo.
Nell'estate 2009 si trasferisce in Inghilterra, a Liverpool, per giocare nell'Everton, squadra militante nella Premier League. Il suo esordio con i Toffees avviene il 17 dicembre 2009 durante la partita di UEFA Europa League Everton-Bate Borisov 0-1, subentrando al 76' a Tony Hibbert.

##### Sampdoria
Il 3 gennaio 2012 viene acquistato a titolo definitivo dalla Sampdoria, con cui firma un contratto con scadenza giugno 2016. Il 26 maggio 2012 compie il suo esordio con la maglia blucerchiata nella partita Varese-Samp 3-1, giocando l'intera partita dal fischio d'inizio. L'11 novembre 2012 esordisce invece in Serie A nella partita Palermo-Sampdoria 2-0, venendo schierato dal mister Ciro Ferrara come terzino destro della difesa a quattro dei Blucerchiati; con l'arrivo del nuovo allenatore Delio Rossi viene posizionato come difensore destro della difesa a tre. Conclude la sua prima stagione in Serie A collezionando in totale 17 presenze, di cui 12 da titolare.
La stagione seguente è l'anno dell'affermazione: Mustafi diventa titolare della difesa blucerchiata (33 presenze in Campionato e 2 in Coppa Italia) e grazie alle ottime prestazioni viene convocato dalla Nazionale maggiore tedesca. Il 26 ottobre 2013, nella sfida Sampdoria-Atalanta (1-0), realizza di testa il suo primo gol italiano che permette ai padroni di casa di vincere la prima gara stagionale in casa.

##### Valencia
Il 7 agosto 2014 si trasferisce a titolo definitivo alla società spagnola del Valencia per la cifra di 8 milioni di euro più 2 di bonus, con i blucerchiati che andranno ad incassare anche il 10% della prossima cessione del cartellino del giocatore.

##### Arsenal
Il 30 agosto 2016 viene ufficializzato il suo trasferimento all'Arsenal per la cifra di 41 milioni di euro. Il 1º febbraio 2021, dopo aver vinto 2 FA Cup e 2 Community Shield, e collezionato 151 presenze e 9 reti, lascia i gunners e si trasferisce in Germania.

##### Schalke 04, Levante e ritiro
Il 1º febbraio 2021 si trasferisce a titolo definitivo allo Schalke 04, con cui firma un contratto fino a fine stagione. Colleziona 13 presenze e 1 gol nel campionato tedesco terminato con la retrocessione della squadra di Gelsenkirchen.
Rimasto svincolato, il 2 settembre dello stesso anno firma un contratto annuale con opzione con il Levante. Al termine dell'esperienza con il club spagnolo, rimane senza contratto per quasi un anno, e il 25 giugno 2024 annuncia il proprio ritiro dal calcio giocato, al fine di intraprendere una carriera da allenatore.

#### Nazionale

##### Nazionali giovanili
Ha collezionato 49 presenze nelle Nazionali giovanili della Germania segnando in totale 10 gol.
Mustafi nel maggio 2009 viene convocato dalla Germania Under-17 per prendere parte al Campionato Europeo 2009, dove Shkodran gioca 5 partite con un gol, contribuendo da titolare al successo tedesco della competizione. Dal 24 ottobre 2009 prende parte al Mondiale Under-17, dove gioca 4 partite e segna un gol contro i padroni di casa della Nigeria nella partita inaugurale della manifestazione sportiva. Il passaggio alla Nazionale Under-18 si concretizza il 19 agosto 2009 nella partita amichevole tra Germania e Arabia Saudita conclusasi 3 a 0.. L'esordio in Under-19 avviene il 18 agosto 2010 nel match Germania-Belgio 5-2. Il 31 agosto 2011 esordisce in Under-20 nella partita Germania-Polonia 4-2, giocando con la fascia da capitano.
Il 18 marzo 2013 viene convocato per la prima volta dalla Nazionale Under-21 tedesca per prendere parte, il 24 marzo a Tel Aviv, alla partita amichevole Israele-Germania, durante la quale Shkodran ottiene l'esordio subentrando all'82' al compagno di squadra Lasse Sobiech. Il 13 maggio 2013 il c.t. della Germania Under-21, Rainer Adrion, lo inserisce nella lista dei 23 che prenderanno parte alla fase finale dell'Europeo di categoria, in programma in Israele dal 5 al 18 giugno. Il 12 giugno compie il suo debutto nella competizione giocando, per tutta la durata dell'incontro, la partita Russia-Germania 1-2.

##### Nazionale maggiore
Il 28 febbraio 2014 il commissario tecnico Joachim Löw lo convoca per la prima volta nella nazionale maggiore tedesca per prendere parte, il 5 marzo seguente a Stoccarda, alla partita amichevole Germania-Cile. Nonostante avesse ricevuto anche l'invito da De Biasi per unirsi alla nazionale albanese Mustafi scelse la nazionale tedesca.
L'8 maggio 2014 viene inserito nella lista dei 30 pre-convocati del ct Low per disputare il Mondiale 2014. Il 13 maggio esordisce in nazionale giocando dal 1' la partita amichevole Germania-Polonia (0-0). Il 2 giugno 2014 è escluso dalla lista definitiva dei 23 giocatori ma cinque giorni dopo, a seguito dell'infortunio di Marco Reus durante l'amichevole Germania-Armenia (6-1), viene convocato per la kermesse.
Il 16 giugno 2014 fa il suo esordio nel Mondiale 2014 subentrando, al 73' della partita Germania-Portogallo 4-0, al compagno di nazionale Mats Hummels. Gioca anche nella partita successiva contro il Ghana, subentrando nell'intervallo a Jérôme Boateng. Il 30 giugno gioca da titolare la partita degli ottavi di finale Germania-Algeria 2-1, infortunandosi però al 70' e concludendo così in anticipo il suo Mondiale. Senza di lui la Germania prosegue nel suo cammino battendo Francia, Brasile e Argentina in finale, conquistando così la quarta Coppa del Mondo della sua storia.
Convocato per gli Europei 2016 in Francia, debutta da titolare contro l'Ucraina il 12 giugno, segnando in questa partita anche il suo primo gol in nazionale, sbloccando il risultato prima del 2-0 finale.

### Allenatore
Il 25 giugno 2024, nel giorno del suo ritiro dal calcio giocato, la federazione tedesca annuncia l'ingaggio di Mustafi come vice-allenatore della nazionale Under-17 tedesca.

## Statistiche

### Presenze e reti nei club
| Stagione         | Squadra          | Campionato       | Campionato | Campionato | Coppe nazionali | Coppe nazionali | Coppe nazionali | Coppe continentali | Coppe continentali | Coppe continentali | Altre coppe | Altre coppe | Altre coppe | Totale | Totale | Totale |
| Stagione         | Squadra          | Comp             | Pres       | Reti       | Comp            | Pres            | Reti            | Comp               | Pres               | Reti               | Comp        | Pres        | Reti        | Pres   | Reti   |        |
| ---------------- | ---------------- | ---------------- | ---------- | ---------- | --------------- | --------------- | --------------- | ------------------ | ------------------ | ------------------ | ----------- | ----------- | ----------- | ------ | ------ | ------ |
| 2009-2010        | Everton          | PL               | 0          | 0          | FACup+CdL       | 0+0             | 0               | UEL                | 1                  | 0                  | -           | -           | -           | 1      | 0      |        |
| 2010-2011        | Everton          | PL               | 0          | 0          | FACup+CdL       | 0+0             | 0               | -                  | -                  | -                  | -           | -           | -           | 0      | 0      |        |
| 2011-gen. 2012   | Everton          | PL               | 0          | 0          | FACup+CdL       | 0+0             | 0               | -                  | -                  | -                  | -           | -           | -           | 0      | 0      |        |
| Totale Everton   | Totale Everton   | Totale Everton   | 0          | 0          |                 | 0               | 0               |                    | 1                  | 0                  |             | -           | -           | 1      | 0      |        |
| gen.-giu. 2012   | Sampdoria        | B                | 1          | 0          | CI              | 0               | 0               | -                  | -                  | -                  | -           | -           | -           | 1      | 0      |        |
| 2012-2013        | Sampdoria        | A                | 17         | 0          | CI              | 0               | 0               | -                  | -                  | -                  | -           | -           | -           | 17     | 0      |        |
| 2013-2014        | Sampdoria        | A                | 33         | 1          | CI              | 2               | 0               | -                  | -                  | -                  | -           | -           | -           | 35     | 1      |        |
| Totale Sampdoria | Totale Sampdoria | Totale Sampdoria | 51         | 1          |                 | 2               | 0               |                    | -                  | -                  |             | -           | -           | 53     | 1      |        |
| 2014-2015        | Valencia         | PD               | 33         | 4          | CR              | 3               | 0               | -                  | -                  | -                  | -           | -           | -           | 36     | 4      |        |
| 2015-2016        | Valencia         | PD               | 30         | 2          | CR              | 4               | 0               | UCL+UEL            | 7+3                | 0                  | -           | -           | -           | 44     | 2      |        |
| ago. 2016        | Valencia         | PD               | 1          | 0          | CR              | 0               | 0               | -                  | -                  | -                  | -           | -           | -           | 1      | 0      |        |
| Totale Valencia  | Totale Valencia  | Totale Valencia  | 64         | 6          |                 | 7               | 0               |                    | 10                 | 0                  |             |             |             | 81     | 6      |        |
| 2016-2017        | Arsenal          | PL               | 26         | 2          | FACup+CdL       | 4+0             | 0               | UCL                | 7                  | 0                  | -           | -           | -           | 37     | 2      |        |
| 2017-2018        | Arsenal          | PL               | 27         | 3          | FACup+CdL       | 0+3             | 0               | UEL                | 8                  | 0                  | -           | -           | -           | 38     | 3      |        |
| 2018-2019        | Arsenal          | PL               | 31         | 2          | FACup+CdL       | 1+2             | 0               | UEL                | 6                  | 1                  | -           | -           | -           | 40     | 3      |        |
| 2019-2020        | Arsenal          | PL               | 15         | 0          | FACup+CdL       | 3+2             | 0+0             | UEL                | 7                  | 1                  | -           | -           | -           | 27     | 1      |        |
| 2020-feb. 2021   | Arsenal          | PL               | 3          | 0          | FACup+CdL       | 0+1             | 0+0             | UEL                | 5                  | 0                  | -           | -           | -           | 9      | 0      |        |
| Totale Arsenal   | Totale Arsenal   | Totale Arsenal   | 102        | 7          |                 | 16              | 0               |                    | 33                 | 2                  |             | -           | -           | 151    | 9      |        |
| feb.-giu. 2021   | Schalke 04       | BL               | 13         | 1          | CG              | 0               | 0               | -                  | -                  | -                  | -           | -           | -           | 13     | 1      |        |
| set. 2021-2022   | Levante          | PD               | 11         | 1          | CR              | 1               | 0               | -                  | -                  | -                  | -           | -           | -           | 12     | 1      |        |
| 2022-2023        | Levante          | SD               | 3          | 1          | CR              | 0               | 0               | -                  | -                  | -                  | -           | -           | -           | 3      | 1      |        |
| Totale Levante   | Totale Levante   | Totale Levante   | 14         | 2          |                 | 1               | 0               |                    | -                  | -                  |             | -           | -           | 15     | 2      |        |
| Totale carriera  | Totale carriera  | Totale carriera  | 244        | 17         |                 | 26              | 0               |                    | 44                 | 2                  |             | -           | -           | 314    | 19     |        |

### Cronologia presenze e reti in nazionale
| Cronologia completa delle presenze e delle reti in nazionale ― Germania | Cronologia completa delle presenze e delle reti in nazionale ― Germania | Cronologia completa delle presenze e delle reti in nazionale ― Germania | Cronologia completa delle presenze e delle reti in nazionale ― Germania | Cronologia completa delle presenze e delle reti in nazionale ― Germania | Cronologia completa delle presenze e delle reti in nazionale ― Germania | Cronologia completa delle presenze e delle reti in nazionale ― Germania | Cronologia completa delle presenze e delle reti in nazionale ― Germania |
| Data                                                                    | Città                                                                   | In casa                                                                 | Risultato                                                               | Ospiti                                                                  | Competizione                                                            | Reti                                                                    | Note                                                                    |
| ----------------------------------------------------------------------- | ----------------------------------------------------------------------- | ----------------------------------------------------------------------- | ----------------------------------------------------------------------- | ----------------------------------------------------------------------- | ----------------------------------------------------------------------- | ----------------------------------------------------------------------- | ----------------------------------------------------------------------- |
| 13-5-2014                                                               | Amburgo                                                                 | Germania                                                                | 0 – 0                                                                   | Polonia                                                                 | Amichevole                                                              | -                                                                       |                                                                         |
| 16-6-2014                                                               | Salvador                                                                | Germania                                                                | 4 – 0                                                                   | Portogallo                                                              | Mondiali 2014 - 1º turno                                                | -                                                                       | 73’                                                                     |
| 21-6-2014                                                               | Fortaleza                                                               | Germania                                                                | 2 – 2                                                                   | Ghana                                                                   | Mondiali 2014 - 1º turno                                                | -                                                                       | 46’                                                                     |
| 30-6-2014                                                               | Porto Alegre                                                            | Germania                                                                | 2 – 1                                                                   | Algeria                                                                 | Mondiali 2014 - Ottavi di finale                                        | -                                                                       | 70’                                                                     |
| 14-11-2014                                                              | Norimberga                                                              | Germania                                                                | 4 – 0                                                                   | Gibilterra                                                              | Qual. Euro 2016                                                         | -                                                                       |                                                                         |
| 18-11-2014                                                              | Vigo                                                                    | Spagna                                                                  | 0 – 1                                                                   | Germania                                                                | Amichevole                                                              | -                                                                       |                                                                         |
| 25-3-2015                                                               | Kaiserslautern                                                          | Germania                                                                | 2 – 2                                                                   | Australia                                                               | Amichevole                                                              | -                                                                       |                                                                         |
| 10-6-2015                                                               | Colonia                                                                 | Germania                                                                | 1 – 2                                                                   | Stati Uniti                                                             | Amichevole                                                              | -                                                                       |                                                                         |
| 13-11-2015                                                              | Saint-Denis                                                             | Francia                                                                 | 2 – 0                                                                   | Germania                                                                | Amichevole                                                              | -                                                                       | 46’                                                                     |
| 29-3-2016                                                               | Monaco di Baviera                                                       | Germania                                                                | 4 – 1                                                                   | Italia                                                                  | Amichevole                                                              | -                                                                       | 77’                                                                     |
| 12-6-2016                                                               | Villeneuve d'Ascq                                                       | Germania                                                                | 2 – 0                                                                   | Ucraina                                                                 | Euro 2016 - 1º turno                                                    | 1                                                                       |                                                                         |
| 7-7-2016                                                                | Marsiglia                                                               | Francia                                                                 | 2 – 0                                                                   | Germania                                                                | Euro 2016 - Semifinale                                                  | -                                                                       |                                                                         |
| 31-8-2016                                                               | Mönchengladbach                                                         | Germania                                                                | 2 – 0                                                                   | Finlandia                                                               | Amichevole                                                              | -                                                                       |                                                                         |
| 11-10-2016                                                              | Hannover                                                                | Germania                                                                | 2 – 0                                                                   | Irlanda del Nord                                                        | Qual. Mondiali 2018                                                     | -                                                                       | 69’                                                                     |
| 15-11-2016                                                              | Milano                                                                  | Italia                                                                  | 0 – 0                                                                   | Germania                                                                | Amichevole                                                              | -                                                                       |                                                                         |
| 10-6-2017                                                               | Norimberga                                                              | Germania                                                                | 7 – 0                                                                   | San Marino                                                              | Qual. Mondiali 2018                                                     | 1                                                                       |                                                                         |
| 19-6-2017                                                               | Soči                                                                    | Australia                                                               | 2 – 3                                                                   | Germania                                                                | Conf. Cup 2017 - 1º turno                                               | -                                                                       |                                                                         |
| 22-6-2017                                                               | Kazan'                                                                  | Germania                                                                | 1 – 1                                                                   | Cile                                                                    | Conf. Cup 2017 - 1º turno                                               | -                                                                       |                                                                         |
| 2-7-2017                                                                | San Pietroburgo                                                         | Cile                                                                    | 0 – 1                                                                   | Germania                                                                | Conf. Cup 2017 - Finale                                                 | -                                                                       |                                                                         |
| 8-10-2017                                                               | Kaiserslautern                                                          | Germania                                                                | 5 – 1                                                                   | Azerbaigian                                                             | Qual. Mondiali 2018                                                     | -                                                                       | 36’                                                                     |
| Totale                                                                  |                                                                         | Presenze                                                                | 20                                                                      |                                                                         | Reti                                                                    | 2                                                                       |                                                                         |

| Cronologia completa delle presenze e delle reti in nazionale ― Germania under 21 | Cronologia completa delle presenze e delle reti in nazionale ― Germania under 21 | Cronologia completa delle presenze e delle reti in nazionale ― Germania under 21 | Cronologia completa delle presenze e delle reti in nazionale ― Germania under 21 | Cronologia completa delle presenze e delle reti in nazionale ― Germania under 21 | Cronologia completa delle presenze e delle reti in nazionale ― Germania under 21 | Cronologia completa delle presenze e delle reti in nazionale ― Germania under 21 | Cronologia completa delle presenze e delle reti in nazionale ― Germania under 21 |
| Data                                                                             | Città                                                                            | In casa                                                                          | Risultato                                                                        | Ospiti                                                                           | Competizione                                                                     | Reti                                                                             | Note                                                                             |
| -------------------------------------------------------------------------------- | -------------------------------------------------------------------------------- | -------------------------------------------------------------------------------- | -------------------------------------------------------------------------------- | -------------------------------------------------------------------------------- | -------------------------------------------------------------------------------- | -------------------------------------------------------------------------------- | -------------------------------------------------------------------------------- |
| 24-3-2013                                                                        | Tel Aviv                                                                         | Israele under 21                                                                 | 1 – 2                                                                            | Germania under 21                                                                | Amichevole                                                                       | -                                                                                | 82’                                                                              |
| 12-6-2013                                                                        | Netanya                                                                          | Russia under 21                                                                  | 1 – 2                                                                            | Germania under 21                                                                | Qual. Europeo Under-21 2013                                                      | -                                                                                |                                                                                  |
| 13-8-2013                                                                        | Friburgo                                                                         | Germania under 21                                                                | 0 – 0                                                                            | Francia under 21                                                                 | Amichevole                                                                       | -                                                                                | 45’                                                                              |
| 6-9-2013                                                                         | Tórshavn                                                                         | Fær Øer under 21                                                                 | 0 – 3                                                                            | Germania under 21                                                                | Qual. Europeo Under-21 2015                                                      | -                                                                                |                                                                                  |
| 9-9-2013                                                                         | Sligo                                                                            | Irlanda under 21                                                                 | 0 – 4                                                                            | Germania under 21                                                                | Qual. Europeo Under-21 2015                                                      | -                                                                                |                                                                                  |
| 11-10-2013                                                                       | Wiesbaden                                                                        | Germania under 21                                                                | 2 – 0                                                                            | Montenegro under 21                                                              | Qual. Europeo Under-21 2015                                                      | -                                                                                |                                                                                  |
| 15-10-2013                                                                       | Kassel                                                                           | Germania under 21                                                                | 3 – 2                                                                            | Fær Øer under 21                                                                 | Qual. Europeo Under-21 2015                                                      | -                                                                                |                                                                                  |
| Totale                                                                           |                                                                                  | Presenze                                                                         | 7                                                                                |                                                                                  | Reti                                                                             | 0                                                                                |                                                                                  |

## Palmarès

### Club
- Coppa d'Inghilterra: 2

Arsenal: 2016-2017, 2019-2020
- Community Shield: 2

Arsenal: 2017, 2020

### Nazionale
- Campionato mondiale: 1

Brasile 2014
- Confederations Cup: 1

Russia 2017